# Worth County (Georgia)
Worth County is een county in de Amerikaanse staat Georgia.
De county heeft een landoppervlakte van 1.476 km² en telt 21.967 inwoners (volkstelling 2000). De hoofdplaats is Sylvester.